# Lo Fidelity Allstars
Lo Fidelity Allstars is een Britse elektronische muziekformatie. Ze gebruiken vaak low fidelity samples in hun werk, en mixen vocale noise met funky licks.

## Discografie
- How to Operate with a Blown Mind (1999)
- On the Floor at the Boutique (2000)
- Don't Be Afraid of Love (2002)